# Наталия Гаврилица
Наталия Валериевна Гаврилица (на румънски: Natalia Gavrilița; род. 21 септември 1977 г. , Малаещи, Молдавска ССР, СССР) е молдовски политик и държавник. Зам.-председател на партия „Действие и солидарност“ . Била е министър-председател на Република Молдова (2021 – 2023), Бивш министър на финансите на Република Молдова (2019).

## Биография
Наталия Гаврилица е родена на 21 септември 1977 г. [3] в село Малаещи, Григориополски район на Молдовската ССР [4] [5] в семейството на Валерий и Нина Катринеску [6] . През 2000 г. завършва Юридическия факултет на Молдовския държавен университет. През 2005 г. получава магистърска степен по публична политика от Училището по мениджмънт. Джон Ф. Кенеди – един от факултетите на Харвардския университет. През 2000 – 2003 г. работи като политически сътрудник в Бюрото по икономически и политически въпроси към посолството на САЩ в Кишинев [en], през 2005 г. – съветник в кабинета на заместник-председателя за Европа и Централна Азия на Световната банка във Вашингтон, през 2005 – 2006 г. – стажант, а след това консултант към Генерална дирекция по икономика и финанси към Европейската комисия в Брюксел [3] [4] [5 ] .
През 2007 – 2008 г. Гаврилица е ръководител на отдела за политика и развитие на макроикономическите програми към Министерството на икономиката и търговията на Молдова, през 2008 – 2009 г. – ръководител на отдела за програми и координация на помощта към правителството на Молдова . От 2009 – 2013 г. тя работи като старши консултант, след това портфолио мениджър в методите за анализ на програмата за статистика, доказателства и отговорност в международната консултантска компания Oxford Policy Management [en] в Оксфорд [4] , като се фокусира върху развитието на ниски – и страни със среден доход [3] .
През 2013 – 2014 г. – главен консултант в отдела за анализ, мониторинг и оценка на политиките на Министерството на образованието на Молдова (Мая Санду беше министър на образованието през този период ), през 2014 – 2015 г. – държавен секретар на Министерството на образованието на Молдова, през 2015 – 2019 г. – Генерален директор на Глобалния иновационен фонд (GIF) в Лондон [3] . От 2017 г. той е член на партията „Действие и солидарност“, ръководена от Мая Санду [4], понастоящем заместник-председател [1] .
На 8 юни 2019 г. Гаврилица получи ресора на министър на финансите в правителството на Мая Санду. На 12 ноември същата година молдовският парламент гласува вот на недоверие към правителството на Мая Санду [3] [7] .

## Министър-председател
Според резултатите от предсрочните парламентарни избори на 11 юли 2021 г. Гаврилица стана депутат в молдовския парламент. На 27 януари 2021 г. президентът на Молдова Мая Санду номинира Гаврилита за поста министър-председател [3], който е вакантен от декември 2020 г. след оставката на Йон Кику [8], но на 11 февруари молдовецът Парламентът единодушно отхвърли състава на правителството, представен от Гаврилита [4]. На 11 февруари Санду отново номинира „Гаврилица“ за премиера [9] [1]. След предсрочните парламентарни избори, проведени на 11 юли, на 30 юли Санду отново номинира Гаврилица за поста министър-председател [10]. На 6 август парламентът на Молдова с мнозинство (за – 61 депутати от партията „Действие и солидарност“) одобри Наталия Гаврилица за министър-председател. Парламентът също потвърди правомощията на дясноцентристкия кабинет на Гаврилица [ro] , назначен от президента Мая Санду [2] [5].
На 10 февруари 2023 г. тя обяви, че подава оставка.
Владее румънски, руски, английски, френски и испански.